# Эттинг, Рут
Рут Эттинг (англ. Ruth Etting; 23 ноября 1896 — 24 сентября 1978) — американская певица и актриса, одна из самых популярных певиц конца 1920-х — начала 1930-х годов в Америке.
Как пишет музыкальный сайт AllMusic, певице аккомпанировали лучшие джазовые музыканты, но при этом автор биографии на сайте считает её скорее, не джазовой певицей (какой безусловной была её современница Аннетт Хэншоу), а «высококлассной исполнительницей умеренной попсы». Веб-сайт характеризует Эттинг как «великолепную певицу сентиментального любовного жанра с плачем в голосе, даже когда она улыбалась» и называет её версии песен «Ten Cents a Dance» и «Love Me or Leave Me» «дефинитивными» (то есть лучшими или классическими).
Между 1926 и 1937 годами Эттинг записала более 200 песен, постоянно выступала на радио, играла в театре и в кино — всего появившись в 35 короткометражных и 3 полнометражных лентах, — но потом её карьеру оборвал неудачный брак.

## Дискография
- См. «Ruth Etting § Hit records» в английском разделе.

## Фильмография
- См. «Ruth Etting § Filmography» в английском разделе.